# Cichorieae
Cichorieae (у литератури се може наћи и назив Lactuceae) је племе у оквиру породице Asteraceae који укључује 100 родова и више од 1.600 врста. Ове врсте су пре свега заступљене у регионима са умереном климом на источној хемисфери.

## Листа родова
| - -{Acanthocephalus - Agoseris - Andyrala - Anisocoma - Aposeris - Arnoseris - Atrichoseris - Calycoseris - Catananche - Cephalorrhynchus - Chaetadelpha - Chaetoseris - Chlorocrepis - Chondrilla - Chorisis - Cicerbita - Cichorium - Crepidiastrum - Crepis - Dendroseris - Dubyaea - Epilasia - Erythroseris}- - -{Faberia - Faberiopsis}- | - -{Garhadiolus - Geropogon - Glyptopleura - Hedypnois - Helminthotheca - Heteracia - Heteroderis - Hexinia - Hieracium - Hispidella - Hymenonema - Hyoseris - Hypochaeris - Ixeridium - Ixeris - Koelpinia - Krigia - Lactuca - Lagedium - Lapsana - Lapsanastrum - Lasiospora - Launaea - Leontodon}- | - -{Lygodesmia - Malacothrix - Microseris - Mulgedium - Munzothamnus - Mycelis - Nabalus - Nothocalaïs - Notoseris - Paramicrorynchus - Paraixeris - Paraprenanthes - Phalacroseris - Phitosia - Picris - Pilosella - Pinaropappus - Pleiacanthus - Podospermum - Prenanthella - Prenanthes - Pterachaenia - Pterocypsela - Pyrrhopappus}- | - -{Rafinesquia - Rhagadiolus - Reichardia - Rothmaleria - Scariola - Scolymus - Scorzonera - Sonchus - Soroseris - Stebbinsia - Stebbinsoseris - Stenoseris - Stephanomeria - Steptorhamphus - Syncalathum - Takhtajaniantha - Taraxacum - Tolpis - Tourneuxia - Tragopogon - Uropappus - Urospermum - Wilemetia - Youngia}- |